# نیتان راس
نیتان راس (انگلیسی: Nathan Ross) تهیه‌کننده فیلم اهل ایالات متحده آمریکا است. نام او در نوامبر ۲۰۰۸ توسط هالیوود ریپورتر در فهرست «۳۵ نفر نسل بعدی زیر ۳۵ سال» که در شماره سالانه خود از مدیران اجرایی حوزه هنر و سرگرمی تقدیر می‌کند، قرار گرفت. او فارغ‌التحصیل دبیرستان گلنبروک نورث، دانشکدهٔ حقوق جان مارشال در شیکاگو و دانشگاه ایندیاناست.
از فیلم‌ها یا مجموعه‌های تلویزیونی که وی در آن‌ها نقش داشته‌است، می‌توان به دروغ‌های کوچک بزرگ، ویرانی، وحشی و باشگاه خریداران دالاس اشاره نمود.